# Fantic Motor

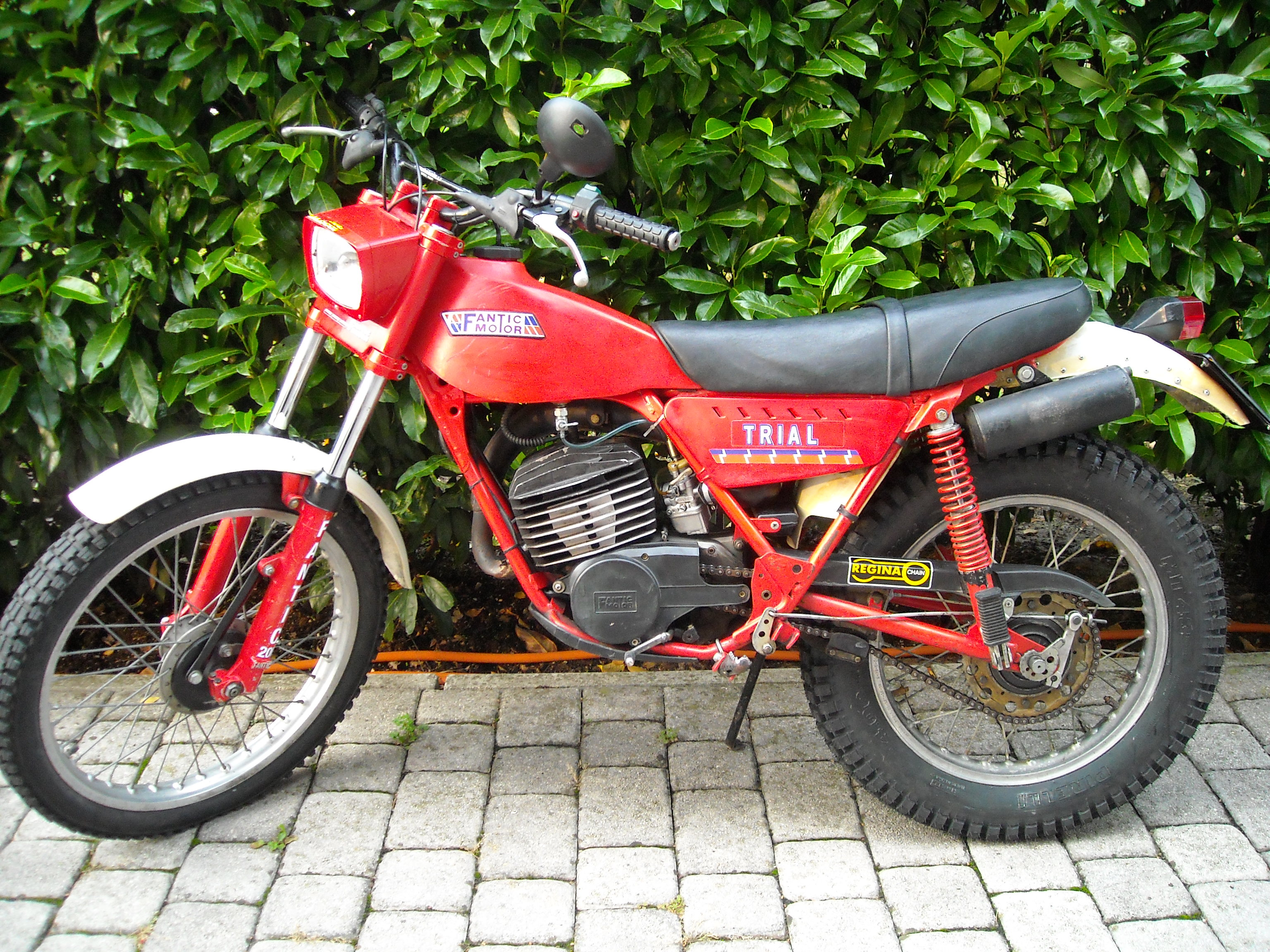
Fantic Trial 200 1982

Fantic Motor é uma companhia motociclística italiana. 

## História
A companhia foi fundada 1968 Mario Agrati e Henry Keppel-Hesselink.